# Kreuz Deggendorf
Het Kreuz Deggendorf is een knooppunt in de Duitse deelstaat Beieren. Op dit klaverbladknooppunt ten oosten van de stad Deggendorf kruist de A3 (Elten-Passau) de A92 (München-Deggendorf).

## Richtingen knooppunt
| Aansluitende wegen               | Aansluitende wegen | Aansluitende wegen | Aansluitende wegen | Aansluitende wegen     |
| -------------------------------- | ------------------ | ------------------ | ------------------ | ---------------------- |
| richting Regensburg / Neurenberg |                    |                    |                    | richting Deggendorf    |
|                                  |                    |                    |                    |                        |
|                                  |                    |                    |                    |                        |
|                                  |                    |                    |                    |                        |
| richting Landshut / München      |                    |                    |                    | richting Passau / Linz |